# Austronezijski narodi
Austronezijski narodi (Austronezijci, Austronežani).- Velika etnolingvistička porodica rasprostranjena u području Oceanije, Indonezije, Melanezije, Filipina, dijelovima Indokine, pa i uz afričku obalu, na otoku Madagaskaru.
Austronezijska porodica jezika obuhvaća oko 1,268 jezika i približan broj većih i manjih naroda i mnogobrojnih plemenskih zajednica. Porijeklo ovih naroda i zajednica proisteklih iz nje traži se u južnoj Kini u dolinama Žute rijeke što su migrirali preko Tajvana na otoke Filipina prije nekih 2500 godina i nastanili i područja Indonezije i Pacifika oko 1000. pr. Kr.  
Malajski i indonezijski razvili su se iz jednog jezika. Porodici nadalje pripadaju Javanci, Sundanci i Madurci s Jave, Bataki, Akinezi ili Ačehi (Sumatra), Balijci (Bali), Timorci (govore tetun i žive na Timoru), Filipinski narodi kao što su Tagalogi, Ilokani i Visayani; neki narodi u Vijetnamu: Čami; narodi u Polineziji, narodi iz Mikronezije i Melanezije: Fidžijci, Rotumci, Tahičani, Havajci, Chamorro; (oko 400 jezika).
Povijest naroda austronezijske porodica prepuna je migracija a njihova kultura gravitira prema moru. 

## Etnojezična podjela
- Malajsko-polinezijski narodi
- Tajvanski narodi (Formoški narodi): Atayal, Bunun, Paiwan, Amis (Ami), istočnoformoški, sjeverozapadni formoški, formoški, Paiwan, Puyuma, Rukai, Tsou, Thao, Babuza i neklasificirani Ketangalan. Mnogi jezično sinizirani.

## Vanjske poveznice
- Austronesian Navigation and Migration